# Île d'Arran
Vous lisez un « bon article » labellisé en 2011.
Pour les articles homonymes, voir Arran.
Ne doit pas être confondu avec Îles d'Aran.
L'île d'Arran (en anglais : Isle of Arran ; en gaélique écossais : Eilean Arainn) est la plus grande île du Firth of Clyde, en Écosse, et, avec une superficie de 432 km2, la septième plus grande île écossaise. Arran fait partie de l'autorité unitaire du North Ayrshire et, d'après le recensement de 2011, sa population s'élève à 4 629 habitants. Bien qu'elle soit couramment associée aux Hébrides, avec lesquelles elle partage beaucoup de points communs sur les plans physique et culturel, ces dernières sont localisées au nord et à l'ouest de la péninsule du Kintyre. Arran est montagneuse et a été décrite comme le « paradis des géologues ».
L'île a été habitée sans interruption depuis le début du Néolithique, comme en témoignent de nombreux vestiges préhistoriques. À partir du VIe siècle, des peuplades parlant le gaélique et venant d'Irlande ont colonisé l'île, qui est devenue un centre d'activité religieuse. Durant la période tourmentée qu'a été l'« âge des Vikings », Arran est devenue la propriété de la couronne norvégienne avant d'être absorbée officiellement par le royaume d'Écosse au XIIIe siècle. Les clearances au XIXe siècle ont abouti à une diminution importante de la population et à la disparition de la langue et de la culture gaéliques.
L'économie et la population se sont renforcées ces dernières années, le secteur principal étant le tourisme. Arran abrite également une grande biodiversité, dont trois espèces d'arbres endémiques à l'île.

## Étymologie
La plupart des îles de l’Écosse ont été habitées par les locuteurs d'au moins quatre langues différentes depuis l'âge du fer, et beaucoup de noms d'îles ont donc plus d'une signification possible. Arran ne fait pas exception et l'origine de ce nom est loin d'être connue. Mac an Tàilleir, en 2003, affirme que ce terme n'a a priori aucun lien avec le nom « Aran » qui, en Irlande, signifie « réniforme » (de l'irlandais ára : « le rein »). Haswell-Smith (en 2004) propose que le mot soit une dérivation lexicale du brittonique, ce qui est inhabituel pour une île écossaise, et comprenant le sens d'un « lieu élevé », ce qui correspond à la géographie de l'endroit. Arran est en effet bien plus élevée que les territoires avoisinants le long des rives du Firth of Clyde.
Tous les autres toponymes locaux d'origine brittonique qui pourraient avoir existé ont ensuite été remplacés à l'arrivée des Gaëls (parlant le gaélique), depuis l'Irlande et via leur royaume tout proche de Dal Riada. Durant l'âge des Vikings, Arran, tout comme la vaste majorité des îles écossaises, est devenue la propriété de la couronne norvégienne et était probablement connue sous le nom d'« Herrey » ou « Hersey ». En raison de cette influence du norrois, beaucoup de noms de lieux actuels sur l'île d'Arran sont d'origine viking.

## Géographie

### Relief
L'île se trouve dans le Firth of Clyde, entre Ayr et le Kintyre. Le profil des collines du nord d'Arran observé depuis les côtes de l'Ayrshire est une vue bien connue appelée le « Guerrier endormi » (The Sleeping Warrior), à cause de sa ressemblance avec un visage humain qui se repose. La plus haute de ces collines est le Goat Fell, culminant à 873,5 m. Il y a trois autres pics au nord-est de l'île : Caisteal Abhail, Cìr Mhòr et Beinn Tarsuinn. Bheinn Bharrain est le point culminant du nord-ouest de l'île, s'élevant à 721 m.
La plus grande vallée d'Arran est le Glen Iorsa à l'ouest, bien que le Glen Sannox (en gaélique : Gleann Shannaig) et le Glen Rosa (Gleann Ròsa) à l'est entourent le Goat Fell. Si le relief du sud de l'île est moins montagneux, une partie importante des terres intérieures se trouve à une altitude dépassant les 350 m et le sommet de l'A'Chruach atteint les 512 m. Il y a deux autres « marilyns » au sud, Tighvein et Beinn Bhreac.

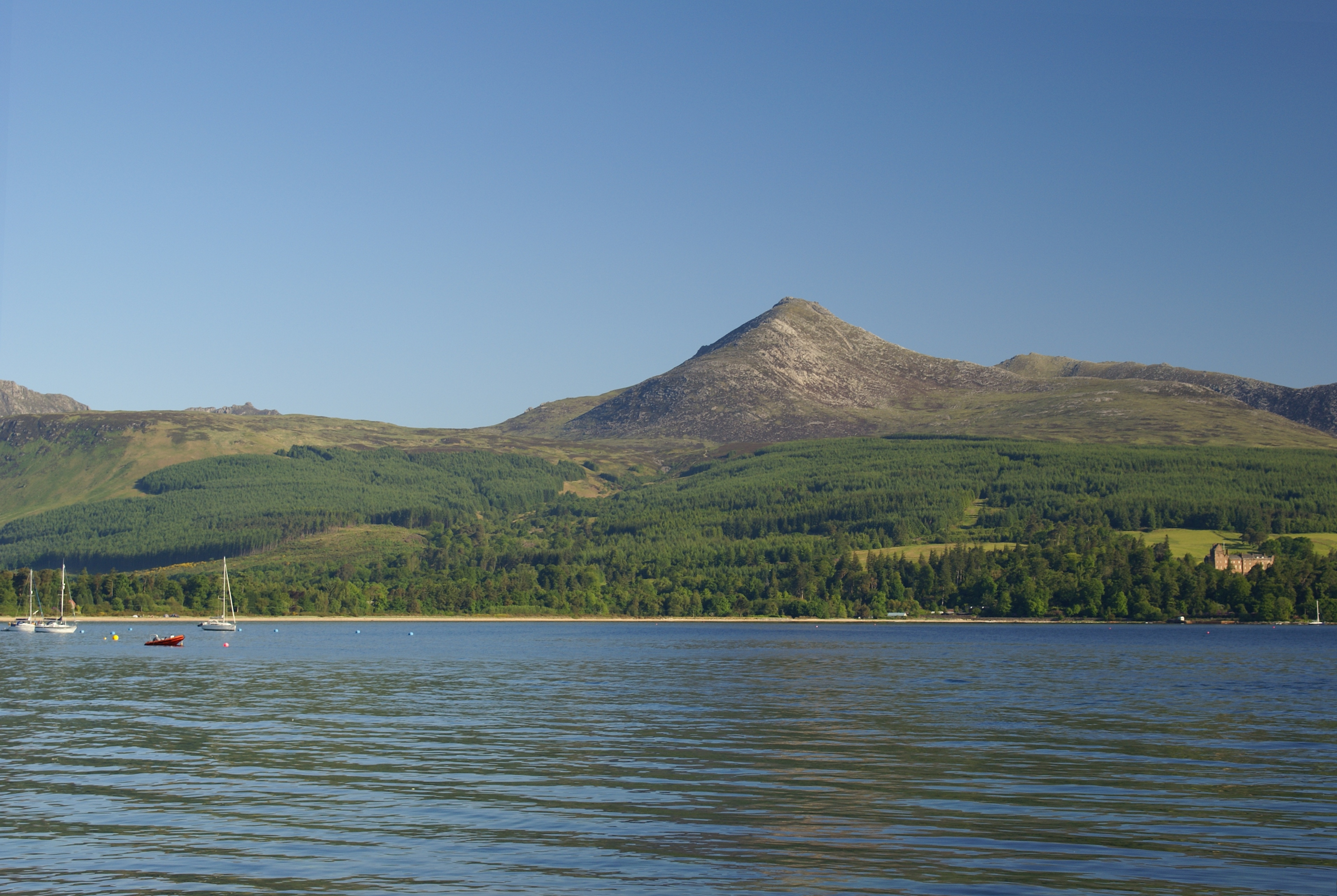
Vue du Goat Fell depuis le port de Brodick
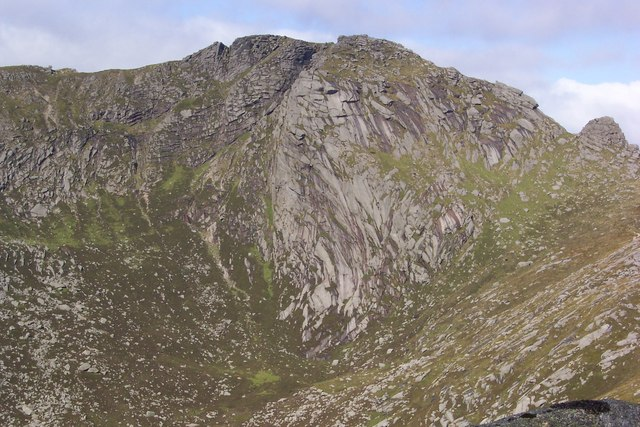
Beinn Tarsuinn
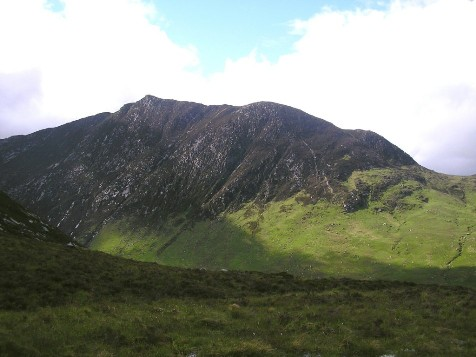
Caisteal Abhail
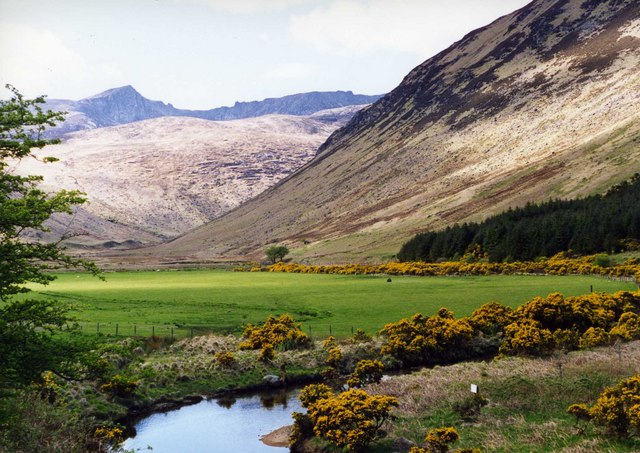
Glen Rosa
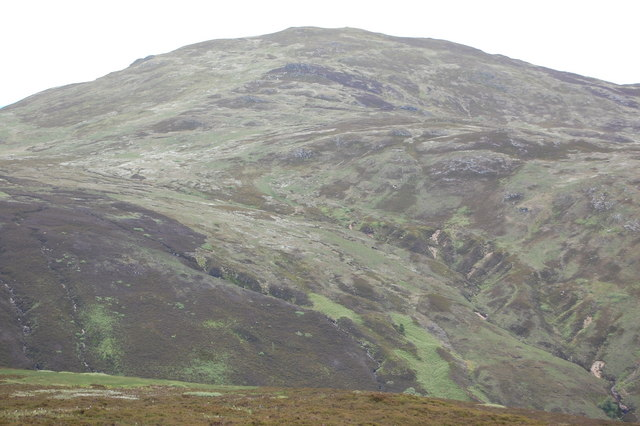
L'Àrd Bheinn.
Le Goat Fell et autres sommets au nord d'Arran

### Îles environnantes

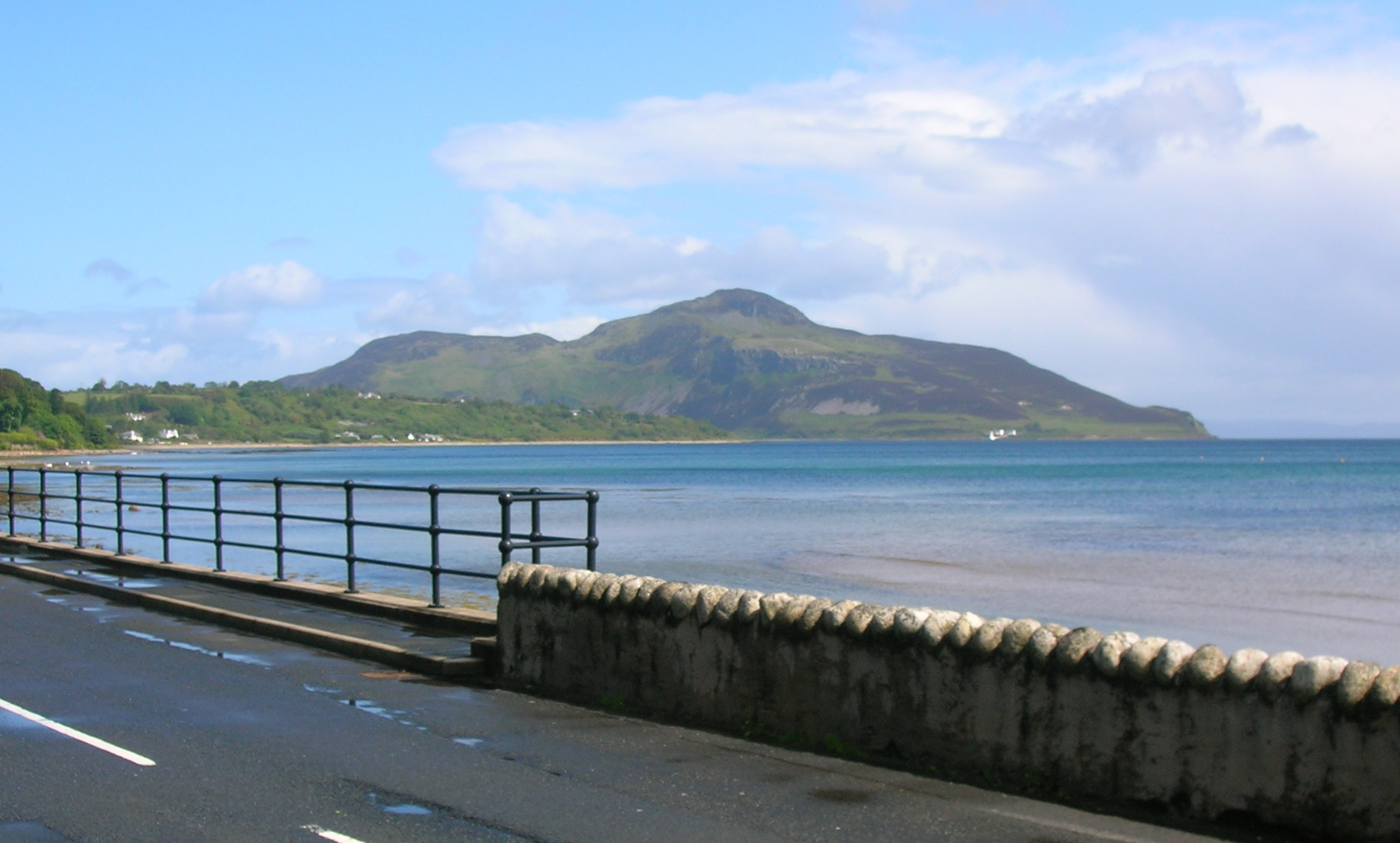
Holy Isle vue depuis Whiting Bay, Arran.

Arran est entourée de trois petites îles toutes proches : Holy Isle à l'Est, face à Lamlash, Pladda au large de la côte sud-ouest, et la minuscule île de Hamilton, au large de Clauchlands Point, à 1,2 km au nord de Holy Isle. Les autres îles importantes du Firth of Clyde incluent Bute et Inchmarnock au nord d'Arran, Great Cumbrae et Little Cumbrae au nord-est.

### Villages

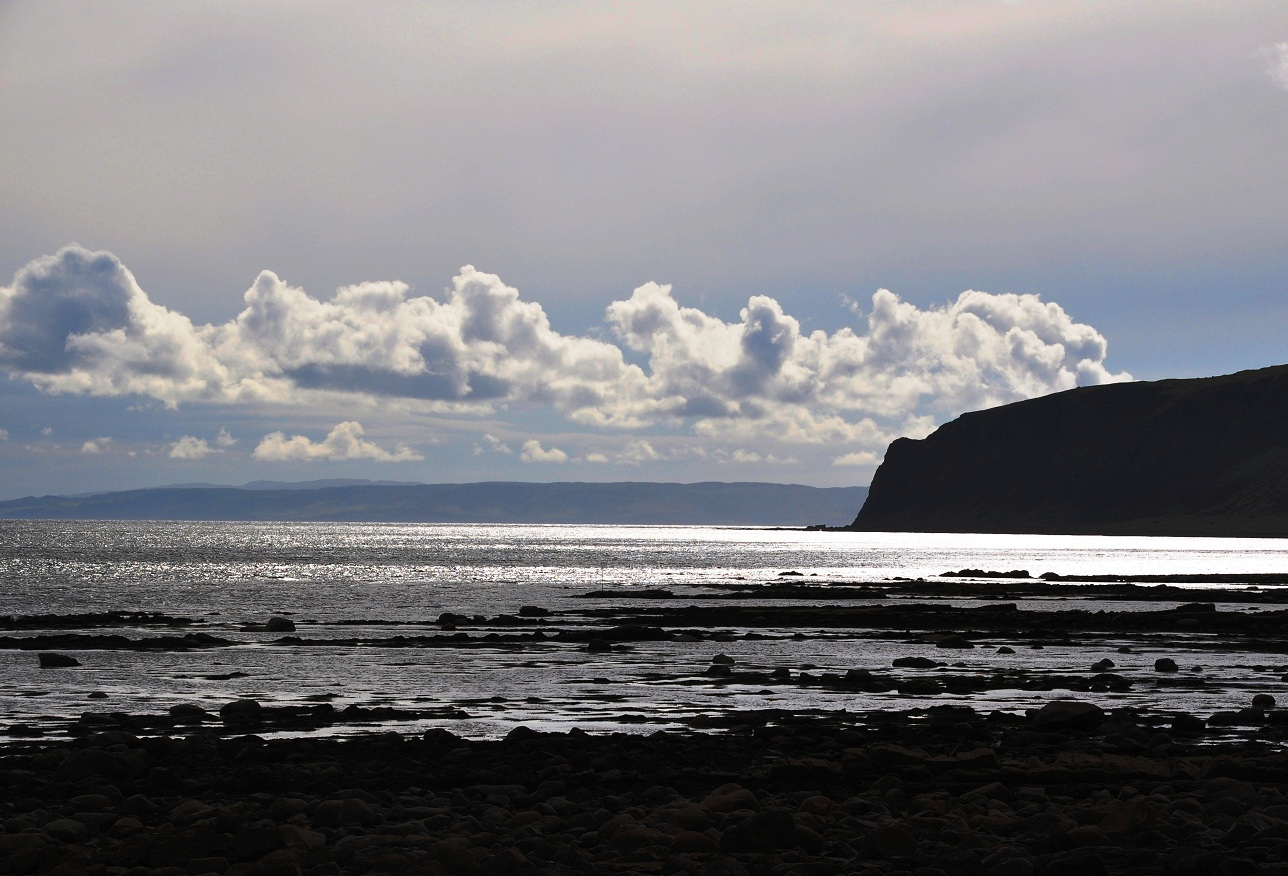
Vue de Kildonan Bay à l'extrême sud d'Arran

Arran compte un certain nombre de villages principalement sur le littoral. Brodick (en vieux norrois : Breiðvík, « large baie ») est le site du principal terminal de ferry, de plusieurs hôtels et de la majorité des commerces. Le château de Brodick est le siège des Ducs de Hamilton. Cependant, Lamlash est le plus grand village de l'île, avec une population de 1 010 habitants en comparaison avec les 621 habitants que compte Brodick (recensement de 2001). Les autres villages incluent Lochranza au nord, Corrie, Arran (en) au nord-est, Blackwaterfoot au sud-ouest, Kildonan au sud et Whiting Bay au sud-est. Catacol se trouve juste sur la route de Lochranza.
| \| Localisation du North Ayrshire en Écosse \| Firth of Clyde Mer d'Irlande Île d'Arran Île de Bute Holy Island Great Cumbrae Inchmarnock Little Cumbrae Pladda Goat Fell Ardrossan Beith Blackwaterfoot Brodick Claonaig Dalry Dreghorn Fairlie Irvine Kilbirnie Kilwinning Lamlash Largs Lochranza Millport Sannox Skelmorlie Stevenston West Kilbride Whiting Bay |
| Localisation du North Ayrshire en Écosse |

| Localisation du North Ayrshire en Écosse |

| \| Localisation du North Ayrshire en Écosse \| Firth of Clyde Mer d'Irlande Île d'Arran Île de Bute Holy Island Great Cumbrae Inchmarnock Little Cumbrae Pladda Goat Fell Ardrossan Beith Blackwaterfoot Brodick Claonaig Dalry Dreghorn Fairlie Irvine Kilbirnie Kilwinning Lamlash Largs Lochranza Millport Sannox Skelmorlie Stevenston West Kilbride Whiting Bay |
| Localisation du North Ayrshire en Écosse |

| Localisation du North Ayrshire en Écosse |

### Population
L'île d'Arran compte 4 629 habitants en 2011, soit une densité de 10,72 hab./km2. Les principaux villages de l'île sont Brodick et Lamlash sur la côte est : ils comptent à eux seuls 32 % des habitants d'Arran. D'un point de vue historique, la population de l'île augmente sensiblement du milieu du XVIIIe siècle au début du XIXe siècle. À la suite du programme des Highland Clearances initié au milieu du XIXe siècle, des populations entières déménagent : la courbe de population baisse constamment jusqu'au milieu du XXe siècle. Depuis les années 1980, la population d'Arran est de nouveau en hausse.
Évolution de la population depuis 1755,

### Climat
L'influence de l'océan Atlantique et du Gulf Stream contribue à un climat océanique doux. Les températures sont généralement basses, en moyenne 6 °C en janvier et 14 °C en juillet au niveau de la mer.
La partie méridionale de l'île, moins montagneuse, possède un climat plus favorable que la moitié nord, et la côte orientale est plus abritée des vents que l'ouest et le sud. La neige tient rarement au niveau de la mer et les gelées sont moins fréquentes qu'en Écosse continentale. Comme pour la plupart des autres îles de la côte occidentale de l’Écosse, les précipitations sont en général élevées, comprises entre 1 500 mm par an au sud et à l'ouest et 1 900 mm par an au Nord et à l'Est. Les montagnes sont encore plus humides, recevant plus de 2 500 mm annuellement. Mai et juin sont les mois les plus ensoleillés, avec plus de 200 heures de plein soleil en moyenne.

## Géologie
Arran est parfois surnommée « l’Écosse en miniature » car elle est traversée par la ligne de faille des Highlands qui divise l’Écosse en Highlands et Lowlands du nord-est au sud-ouest. L'île est une destination prisée des géologues depuis le XVIIIe siècle, car elle est constituée d'une grande variété de formations géologiques : des roches magmatiques sous forme d'essaims de dykes, de sills, datant du Paléogène ; des roches sédimentaires, datant du Trias ; des roches métamorphiques, datant du Précambrien.

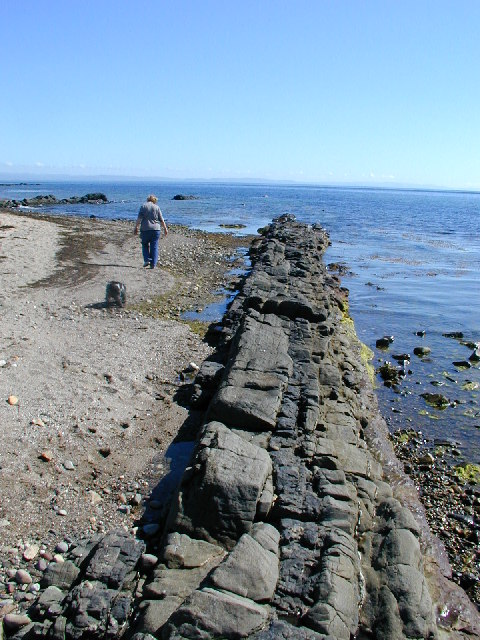
Dyke de dolérite à Kildonan Bay.

La plupart des terres intérieures septentrionales de l'île sont occupées par un large batholite de granite d'origine volcanique apparu il y a 60 millions d'années au Cénozoïque. On trouve un cercle extérieur de granites bruts et un noyau interne de matériaux granuleux plus fins. Les roches sédimentaires dominent la partie méridionale de l'île, en particulier le grès rouge. Certains de ces grès contiennent des fulgurites – des marques probablement causées par la foudre, datant du Permien. Des dunes de sable sont maintenues dans du grès du Permien près de Brodick. Il y a aussi des couches de roches triasiques et même un rare exemple de craie du Crétacé.
On y trouve par ailleurs de la rétinite, une roche volcanique semblable à l'obsidienne, utilisée du Mésolithique jusqu'à l'âge du bronze, en passant par le Néolithique, pour fabriquer différents objets. À partir du Néolithique, ce matériau faisait l'objet d'un échange dans l'ensemble de la Grande-Bretagne actuelle. On en a retrouvé récemment dans un site du South Lanarkshire (Écosse) datant du IVe millénaire av. J.-C., en association avec du tuf volcanique de Cambrie et de la poterie carénée.
Au XIXe siècle, le baryte était extrait d'une mine près de Sannox. Il y a été découvert en 1840 et, entre 1853 et 1862, environ 5 000 tonnes de ce minerai ont été produites. La mine a été fermée par le 11e duc de Hamilton, sous prétexte qu'elle « gâchait la majesté solennelle du panorama », mais elle a été rouverte après la Première Guerre mondiale et exploitée jusqu'en 1938, date à laquelle la veine s'est tarie,.
En visite à Arran en 1787, le géologue James Hutton a trouvé son premier exemple de « discordance » au nord de Newton Point près de Lochranza, apportant des preuves de ses théories plutonistes de l'uniformitarisme et des indices sur l'âge de la Terre. La zone est l'un des endroits les plus réputés pour l'étude de la géologie,.

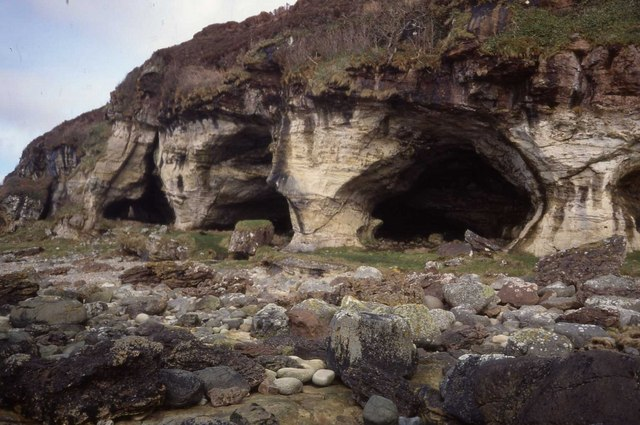
King's Cave.

Les glaciations du Pléistocène ont recouvert presque entièrement l’Écosse de glace et les pics les plus élevés étaient probablement des « nunataks » à cette époque. Après la dernière déglaciation de la fin du Pléistocène, le niveau des mers était 70 m plus bas qu'à l'heure actuelle et il est probable que, vers 14000 avant notre ère, l'île ait été reliée à l’Écosse « continentale ». Les changements de niveau des mers et l'élévation isostatique des terres rend le tracé des côtes post-glaciaires complexe, mais il est évident que l'île est encerclée par des plages post-glaciaires. La Grotte du Roi (en anglais : King's Cave) sur la côte sud-ouest est un exemple de formation émergente sur une telle plage. Cette caverne, longue de 30,5 m et haute de 15,3 m, s'étend bien au-dessus de l'actuel niveau de la mer. Il y a de hautes falaises maritimes au nord-est, dont les larges strates sous les hauteurs de Torr Reamhar et à Scriden (en gaélique : An Scriodan) à l'extrême nord de l'île. Le Nord d'Arran est un des quarante lieux de l’Écosse désignés par l'appellation « National Scenic Area ».

## Flore et faune

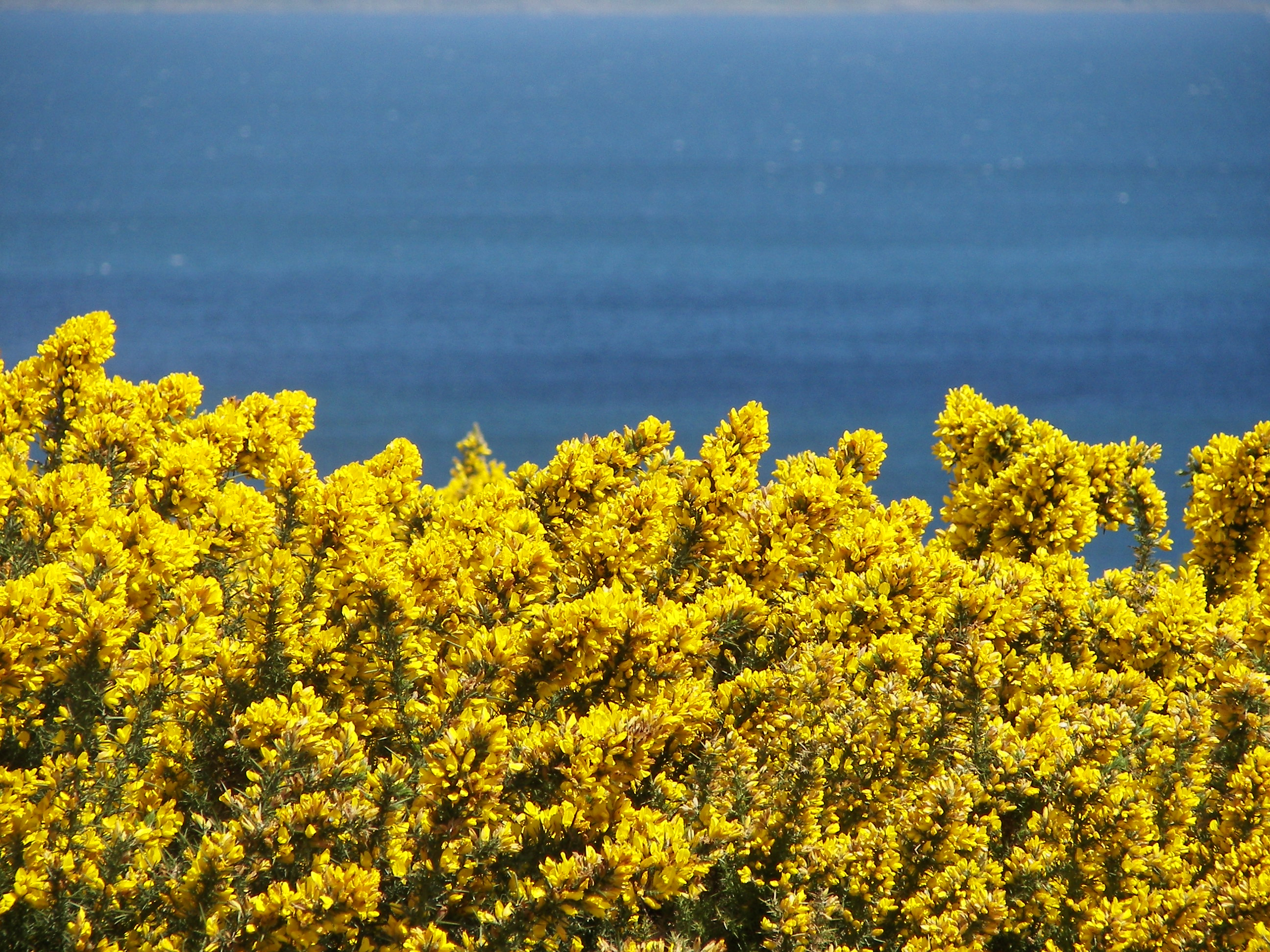
L'ajonc se trouve communément à Arran.

L'île possède trois espèces de sorbiers, arbres endémiques et dont les noms scientifiques sont : Sorbus arranensis, Sorbus pseudofennica et Sorbus pseudomeinichii. Ces arbres sont considérés comme des espèces vulnérables, protégées dans le Glen Diomhan, réserve naturelle en partie clôturée, au nord d'Arran. Elles sont contrôlées par le Scottish Natural Heritage. Seuls 236 Sorbus pseudofennica et 283 Sorbus arranensis à l'état adulte ont été enregistrés en 1980. Ce sont des arbres typiques des pentes montagneuses, bien qu'ils poussent à des altitudes plus basses et qu'ils soient conservés dans le Brodick Country Park. Hormis ces trois espèces d'arbres, on trouve à Arran une grande variété de plantes sauvages (jacinthe des bois, ajonc, bruyère callune, rosier arctique, compagnon rouge, chèvrefeuille, piment royal entre autres), de champignons et de mousses.
Plus de 250 espèces d'oiseaux ont été identifiées à Arran, notamment le guillemot à miroir, l'eider à duvet, le faucon pèlerin et l'aigle royal. En 1981, on comptabilise 28 lagopèdes alpins, mais en 2009, des enquêtes plus approfondies n'ont pas permis d'en trouver un seul. De la même façon, le crave à bec rouge a aujourd'hui disparu d'Arran.
L'île héberge des populations importantes de cerfs élaphes, mais aussi d'écureuils roux, de blaireaux, de loutres, de vipères péliades et de lézards. Au large d'Arran, on trouve des phoques, des marsouins, des requins pèlerins et plusieurs espèces de dauphins.

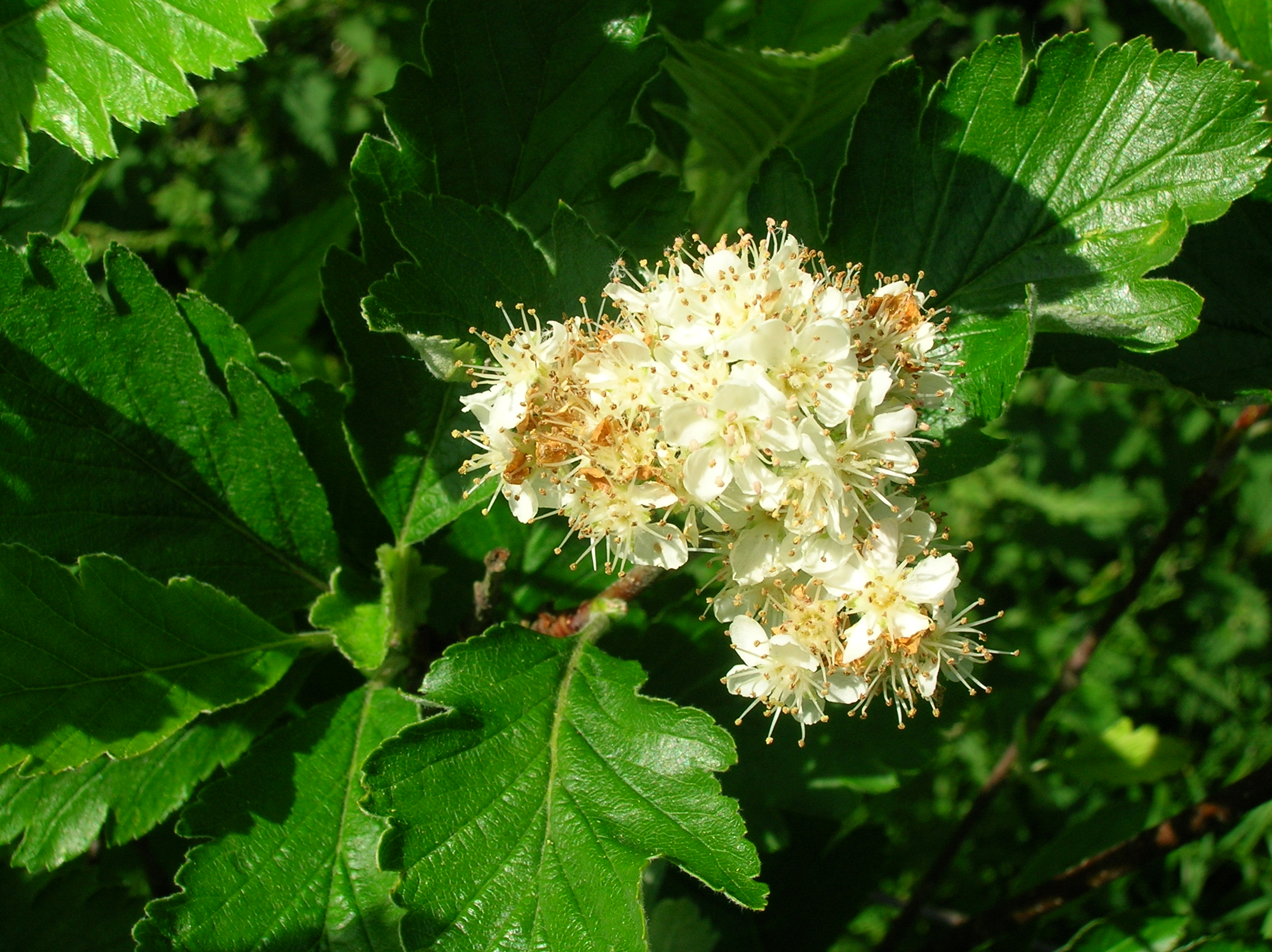
Sorbus arranensis (fleurs).
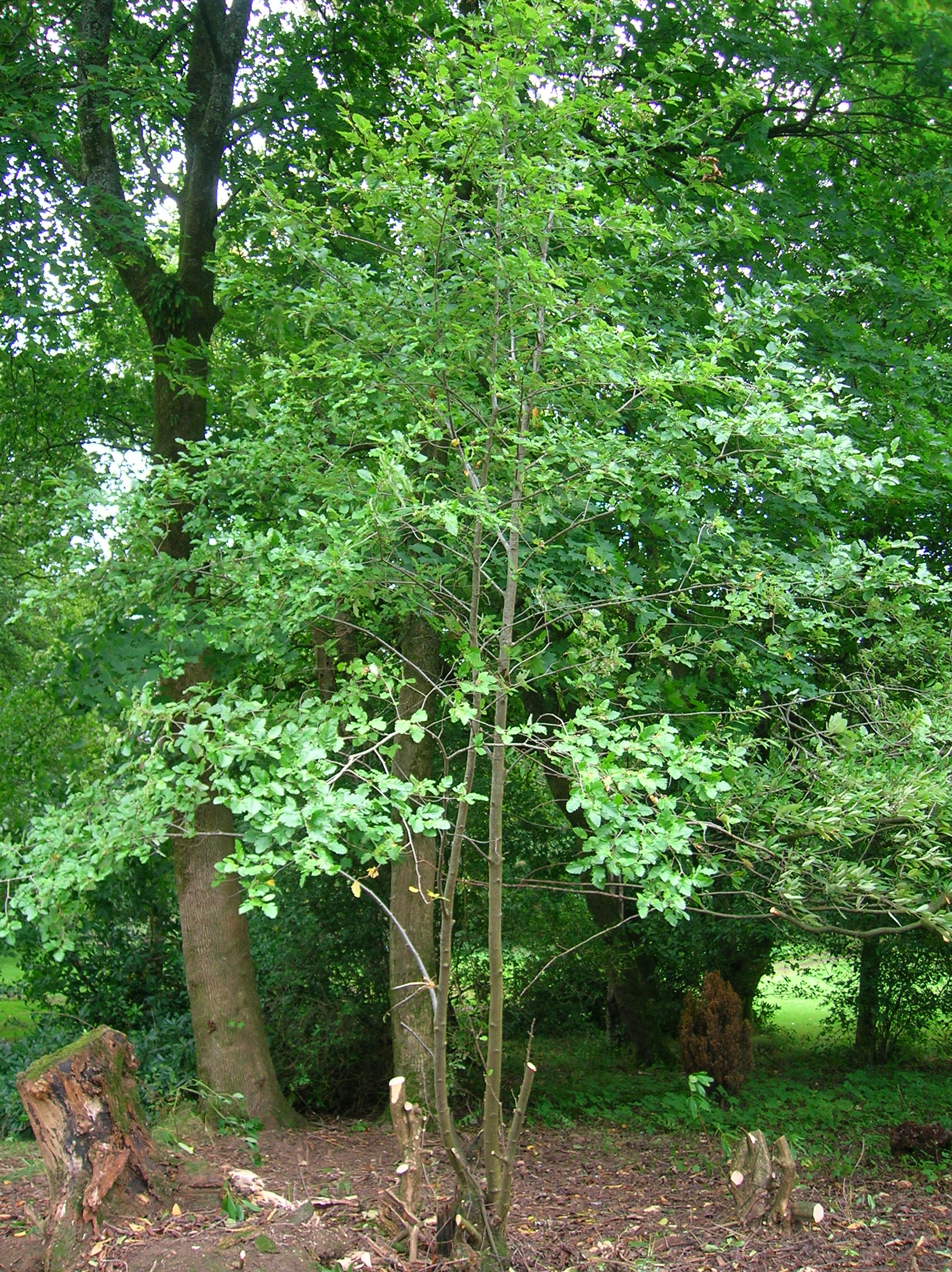
Sorbus pseudofennica.
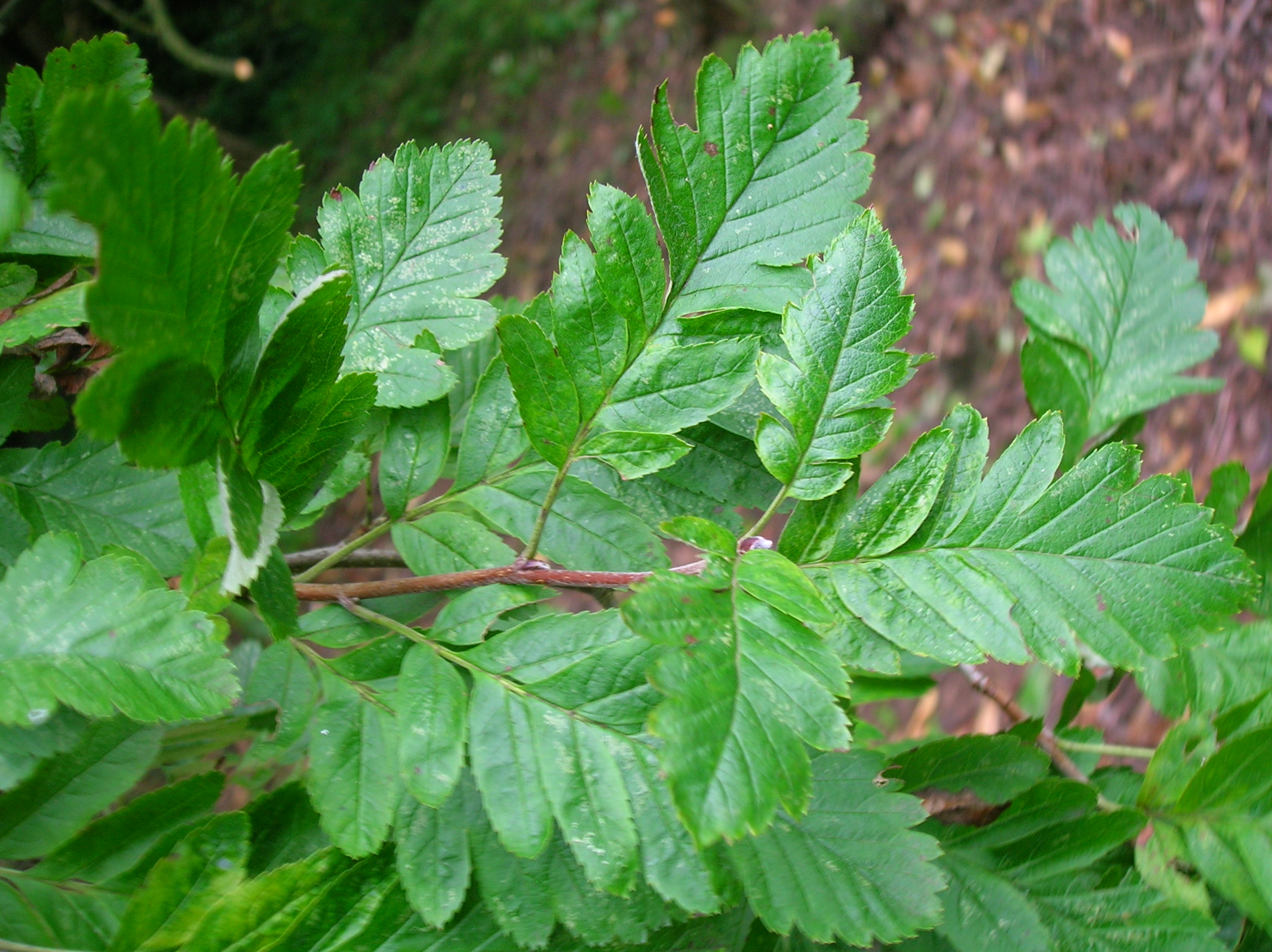
Sorbus pseudofennica (feuilles).

## Histoire

### Préhistoire

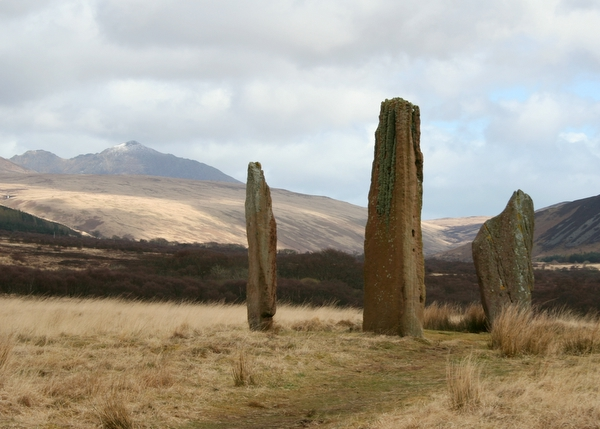
Les mégalithes de Machrie Moor

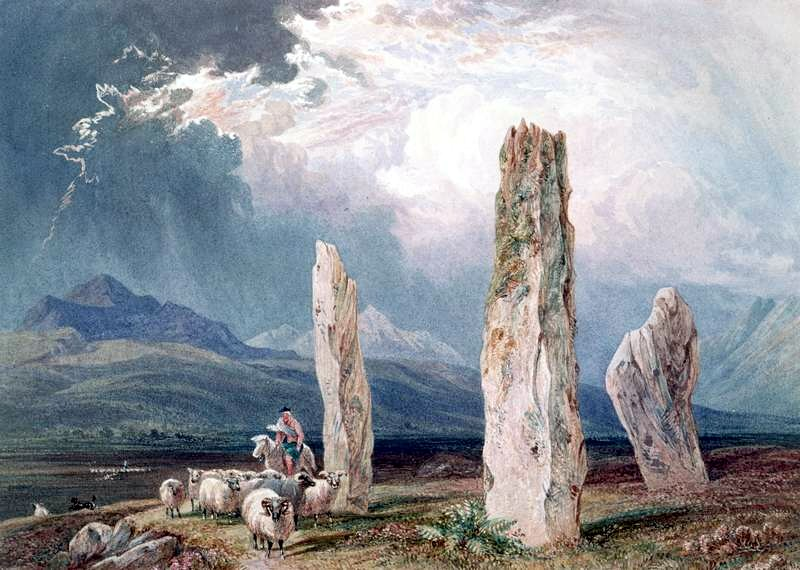
Cercle de pierres près de Tormore
île d'Arran
William Andrews Nesfield, 1828
Victoria and Albert Museum

Arran est caractérisée par une concentration particulière de cairns néolithiques, les Clyde Cairns, qui prennent souvent la forme d'allées couvertes. Le style caractéristique de ces structures est celui d'une pierre rectangulaire ou trapézoïdale et un monticule de terre qui entoure une chambre délimitée par de larges bandes de pierre. Des fragments de poterie et d'ossements trouvés dans les chambres laissent à penser qu'elles servaient de prisons et certaines d'entre elles possèdent en effet des vestibules, qui étaient probablement un endroit public ou rituel. Il y a deux exemples à Monamore Glen, à l'est du village de Lamlash, et des structures semblables appelées les « Tombes des Géants » (en anglais : Giant's Graves) au-delà de Whiting Bay. On trouve de nombreux mégalithes datant de la période préhistorique, dont six cromlechs à Machrie Moor (en gaélique : Am Machaire).
Plusieurs sites datant de l'âge du bronze ont été mis au jour, dont le « Tumulus d'Ossian » (en anglais : Ossian's Mound) près de Clachaig et un cairn près de Blackwaterfoot qui a livré une dague de bronze et un ruban d'or. Torr a'Chaisteal Dun dans le sud-ouest (près de Sliddery) est la ruine d'une fortification de l'âge du fer datant d'environ 200 de notre ère. Les murs d'origine mesuraient probablement 3 m de haut voire plus et entouraient une aire circulaire d'environ 14 m de diamètre.

### Les Gaëls, les Vikings et le Moyen Âge
Le monastère d'Aileach fondé par Brendan de Clonfert au VIe siècle est probablement établi à Arran. Saint Molaise de Leighlin est également actif dans la région, tout particulièrement à Holy Isle. Les grottes sous Keil Point (en gaélique : Rubha na Cille) contiennent une dalle qui pourrait avoir servi d'autel. Cette pierre présente deux pétrosomatoglyphes, les empreintes de deux pieds droits attribuées à Colomba d'Iona.
Au XIe siècle, Arran fait partie du Sodor (en vieux norrois : Suðr-eyjar), c'est-à-dire des îles du sud du Royaume de Man et des Îles, mais à la mort de Godred Crovan en 1095, toutes les îles passent sous la direction de Magnus III de Norvège. Lagman de Man (1103–1104) restaure le pouvoir local. Après la mort de Somerled, Arran et Bute sont dirigées par son fils Angus. En 1237, les îles écossaises coupent les ponts avec l'île de Man et deviennent un royaume indépendant, avant d'être cédées à la couronne écossaise en 1266, en vertu du traité de Perth. Une tombe viking d'importance découverte près de King's Cross au sud de Lamlash, contenait un os de baleine, des rivets et des clous de fer, des fragments de bronze et une pièce en bronze du IXe siècle ; une autre tombe de la même époque et du même endroit contenait une épée et une armure. Arran fait également partie du diocèse de Sodor et Man.
Robert Ier d'Écosse, d'abord allié puis ennemi d'Édouard Ier, doit se réfugier dans les îles à la suite de la bataille de Methven en 1306. Il débarque probablement à Lochranza. Près de Blackwaterfoot se trouve la « Grotte du Roi » (King's Cave) où Robert Ier est dit trouver refuge à cette époque. Robert Ier retourne sur l'île en 1326, après avoir offert des terres à Fergus MacLouis pour son aide apportée durant son séjour sur l'île.

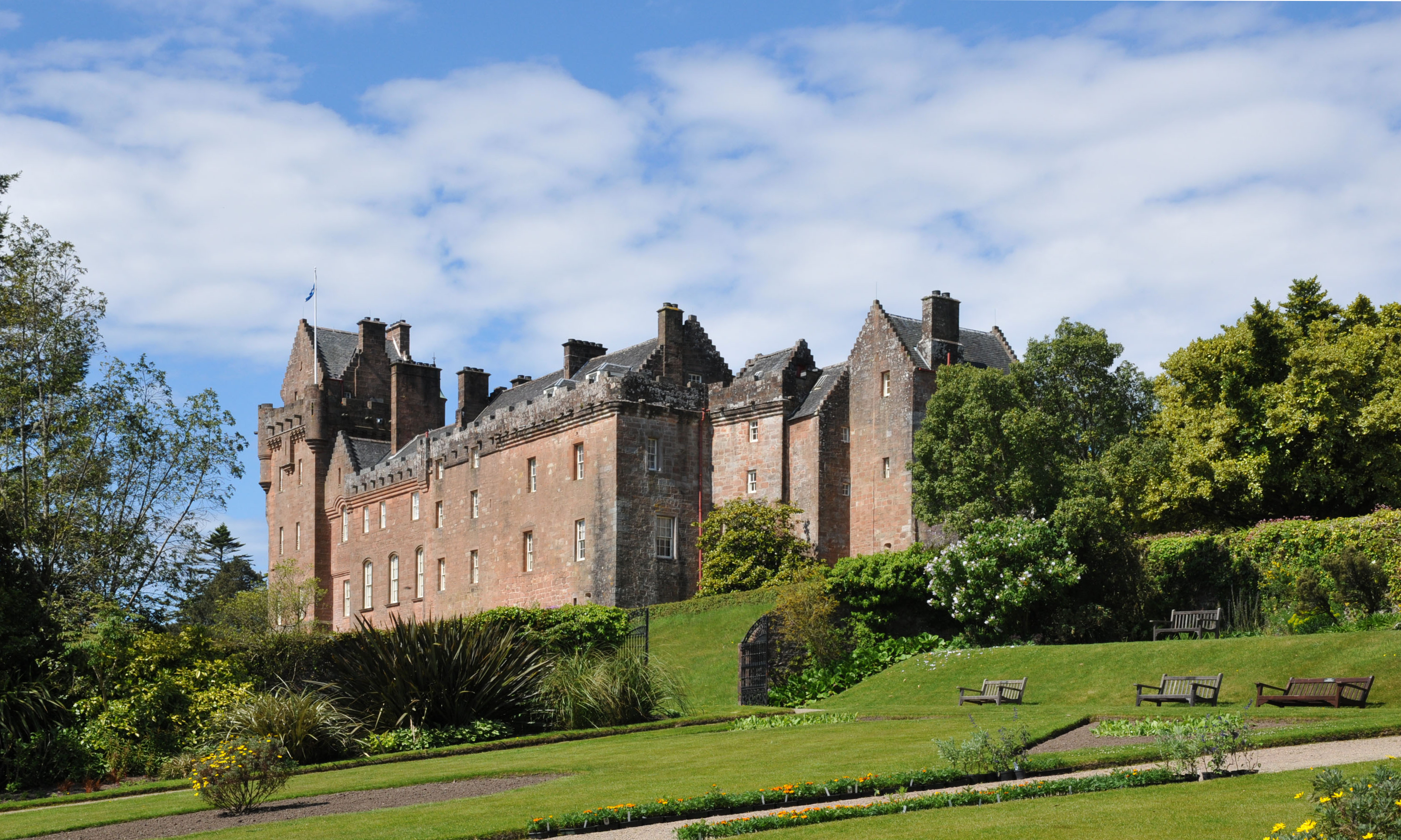
Le château de Brodick

Le château de Brodick joue un rôle important dans l'histoire médiévale de l'île. Datant probablement du XIIIe siècle, il est conquis par les troupes anglaises durant les Guerres d'indépendance avant d'être récupéré par les forces écossaises en 1307. Il est sévèrement endommagé par l'action des bateaux anglais en 1406 et subit une attaque de John d'Islay, le Lord des Îles en 1455. À l'origine siège du Clan Stewart de Menteith, le château passe à la famille Boyd au XVe siècle,. Pendant une période limitée, durant le règne du roi Jacques V d'Écosse au XVIe siècle, l'île d'Arran est sous la régence de Robert Maxwell, 5e lord de Maxwell.

### Temps modernes et période contemporaine
Au début des Temps modernes, Jacques Hamilton, le 2e lord de Hamilton, devient un conseiller privé de son cousin germain Jacques IV d'Écosse et aide à arranger son mariage avec la princesse Marguerite Tudor d'Angleterre. En récompense, il est élevé au rang de comte d'Arran en 1503. L'économie locale pour la plus grande partie de cette période est fondée sur une forme traditionnelle d'agriculture appelée run-rig, les récoltes de base étant l'avoine, l'orge et les pommes de terre.

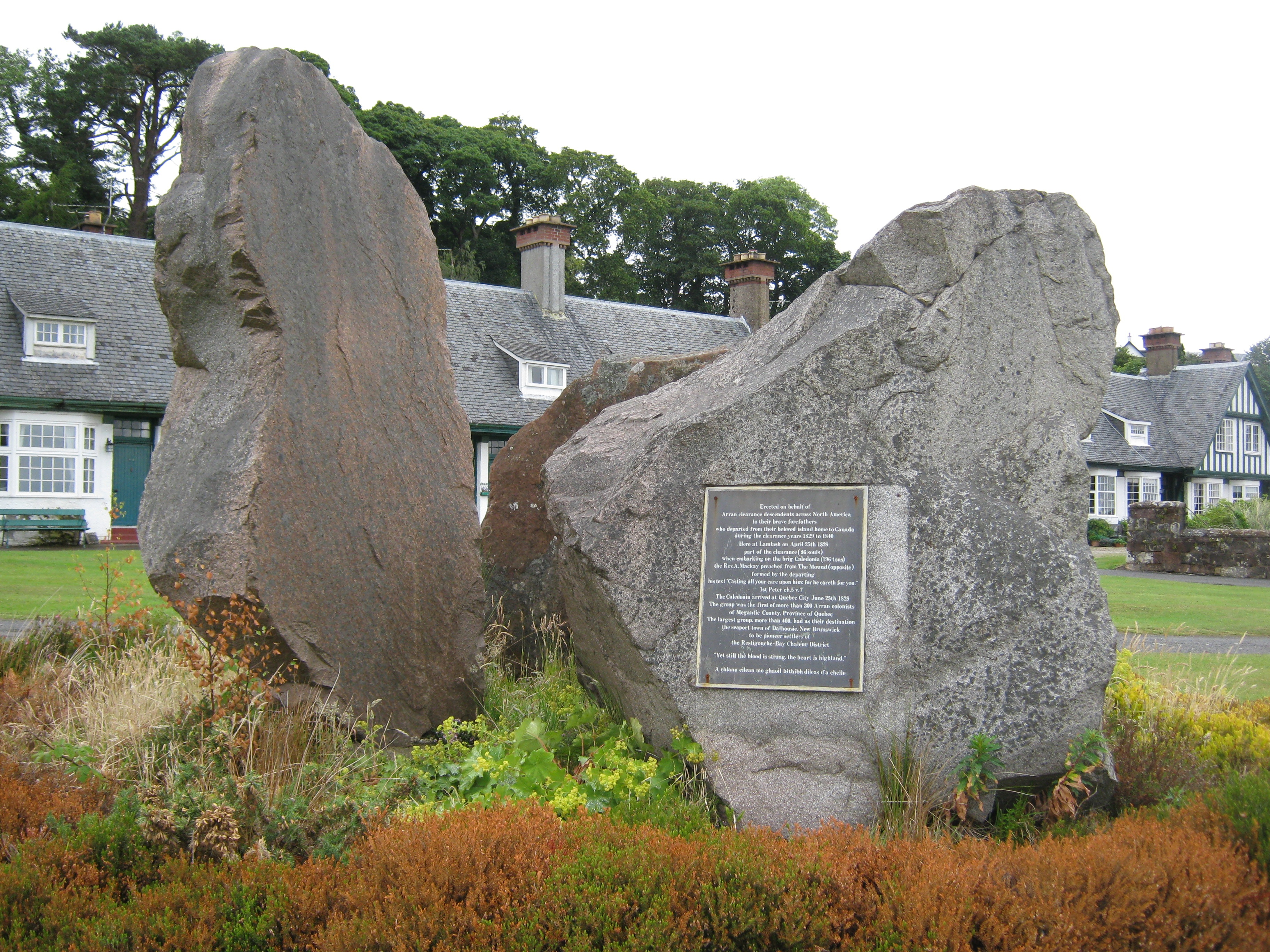
Mémorial des Highland Clearances à Lamlash

Au début du XIXe siècle, Alexandre, 10e duc de Hamilton (1767–1852) met en place un programme de Highland Clearances qui a un effet dévastateur sur la population insulaire. Ces « améliorations » conduisent à ce que les terres passent de 27 familles à une seule ferme. Dans certains cas, une terre de rechange est promise au Canada pour chaque homme qui émigrerait. En avril 1829, par exemple, 86 insulaires embarquent sur le Caledonia pour un voyage de deux mois, la moitié de leur trajet étant payée par le duc. Cependant, à leur arrivée au Québec, seuls 41 ha sont mis à la disposition des familles. Des villages entiers sont déplacés et la culture gaélique de l'île est mise à mal. Un mémorial à cette forme de nettoyage ethnique a été construit sur la côte à Lamlash, financée par un descendant canadien des émigrants,.
Le 10 août 1941, un avion de type Consolidated B-24 Liberator immatriculé LB-30A AM261 de la Royal Air Force décolle de la base de Heathfield dans l'Ayrshire à destination de l'aéroport international de Gander au Canada. Cependant, le B-24 s'écrase sur le flanc de Mullach Buidhe, au nord du Goat Fell et ses 22 personnes (passagers et équipage) y périssent.
À la fin du XXe, plusieurs articles de presse mentionnent l'immersion de déchets radioactifs et de munitions au large des côtes d'Arran. Selon les archives britanniques, avant 1958, une société britannique a immergé deux dispositifs antistatiques contenant du strontium 90 dans la fosse de Beaufort non loin d'Arran. Au milieu des années 1990, une étude du National Radiological Protection Board (NRPB, office anglais de radioprotection) est publiée sur la base des « informations disponibles ». Elle vise à évaluer l'importance radiologique des rejets de déchets dans la fosse de Beaufort et des déversements effectués aux alentours de la côte écossaise. Cette étude a conclu (en novembre 1997) à l'absence de risques significatifs en termes de radioprotection. L'évaluation des doses pouvant être absorbées par la manipulation des fûts et des différents objets rejetés sur les plages par les vagues ou récupérés lors d'activités de pêche a conclu à l'absence de risque significatif, sauf en cas de contact avec l'une des deux sources de strontium 90 immergées près de l'île d'Arran. Bien que le risque de contact soit faible, le NRPB a recommandé de donner des conseils aux pêcheurs au chalut et aux organismes chargés de la collecte et du traitement des objets rejetés sur les plages.

## Le gaélique d'Arran
| Prononciations      | Prononciations              |  |
| ------------------- | --------------------------- |  |
|                     |                             |  |
| Gaélique écossais : | A’ Chruach ⓘ                |  |
| Prononciation :     | ə ˈxɾuəx                    |  |
|                     |                             |  |
| Gaélique écossais : | Am Machaire ⓘ               |  |
| Prononciation :     | ə ˈmaxəɾʲə                  |  |
|                     |                             |  |
| Gaélique écossais : | Arainn nan Aighean Iomadh ⓘ |  |
| Prononciation :     | ˈaɾəɲ ə ˈn̪ˠajən ˈiməɣ       |  |
|                     |                             |  |
| Gaélique écossais : | Arannach ⓘ                  |  |
| Prononciation :     | ˈaɾən̪ˠəx                    |  |
|                     |                             |  |
| Gaélique écossais : | Beinn Bharrain ⓘ            |  |
| Prononciation :     | peiɲˈvarˠɛɲ                 |  |
|                     |                             |  |
| Gaélique écossais : | Beinn Bhreac ⓘ              |  |
| Prononciation :     | peiɲˈvɾʲɛxk                 |  |
|                     |                             |  |
| Gaélique écossais : | coinean mòr ⓘ               |  |
| Prononciation :     | ˈkʰɔɲan ˈmoːɾ               |  |
|                     |                             |  |
| Gaélique écossais : | Eilean Arainn ⓘ             |  |
| Prononciation :     | elanˈarəɲ                   |  |
|                     |                             |  |
| Gaélique écossais : | Eilean na h-Àirde Bàine ⓘ   |  |
| Prononciation :     | ˈelan ə ˈhaːrˠtʲə ˈpaːɲə    |  |
|                     |                             |  |
| Gaélique écossais : | Gleann Ròsa ⓘ               |  |
| Prononciation :     | klɛun̪ˠˈrˠɔːs̪ə               |  |
|                     |                             |  |
| Gaélique écossais : | Gleann Sgoradail ⓘ          |  |
| Prononciation :     | klaun̪ˠ ˈs̪kɔɾat̪al            |  |
|                     |                             |  |
| Gaélique écossais : | Gleann Shannaig ⓘ           |  |
| Prononciation :     | klɛun̪ˠˈhan̪ˠɛkʲ              |  |
|                     |                             |  |
| Gaélique écossais : | Rubha na Cille ⓘ            |  |
| Prononciation :     | ˈrˠu.ə nə ˈkʲʰiʎə           |  |

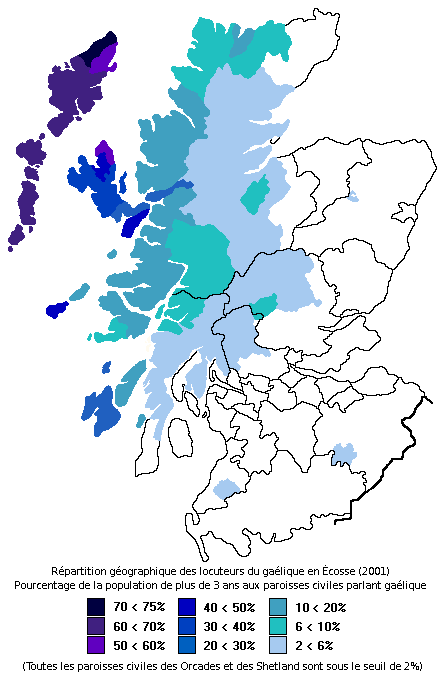
Distribution géographique de la langue gaélique en Écosse

Le gaélique était encore couramment parlé à Arran au début du XXe siècle. Le recensement de 1901 rapporte environ 25 à 49 % de gaélophones du côté Est de l'île et de 50 à 74 % du côté Ouest. À partir de 1921, le pourcentage pour l’entièreté de l'île est descendu à moins de 25 %. Depuis lors, le nombre de locuteurs est tombé dans la tranche de 0 à 24,9 %. Cependant, Nils Holmer cite le Féillire (un almanach gaélique) rapportant 4 532 habitants sur l'île en 1931, dont 605 gaélophones, démontrant ainsi que le gaélique ne représentait plus que 13 % de la population. L'usage de cette langue a continué à décliner jusqu'à ce que les derniers locuteurs natifs du gaélique d'Arran disparaissent dans les années 1990. Les 1,6 % de gaélophones dans le recensement de 1991 et les 1,5 % dans le recensement de 2001 comprennent des locuteurs d'autres régions qui se sont ensuite établis à Arran.
Le gaélique d'Arran est bien documenté. Holmer a entrepris une enquête sur l'île en 1938, rapportant que le gaélique était parlé par un bon nombre d'habitants plus âgés. Il a interrogé 53 témoins d'endroits divers et sa description du dialecte, intitulé The Gaelic of Arran, a été publiée en 1957 ; cet ouvrage compte 211 pages d'informations sur la phonologie, la grammaire et le lexique de cette langue. L'enquête sur les dialectes gaéliques d'Écosse (Survey of the Gaelic Dialects of Scotland), qui a collecté des données sur le dialecte gaélique entre 1950 et 1963 a également interrogé 5 locuteurs natifs du gaélique d'Arran.
Le dialecte d'Arran appartient au groupe méridional des dialectes gaéliques (ceux appelés les dialectes « périphériques » dans les études celtiques). Il présente plusieurs particularités sur le plan phonologique :
- un coup de glotte remplaçant un hiatus du vieil irlandais (ex. rathad /rɛʔət̪/, « la route », normalement /rˠa.ət̪/)[57] ;
- la disparition du /h/ intervocalique (ex. athair /aəɾ/, « le père », normalement /ahəɾʲ/)[57] ;
- la préservation d'un /l/, /n/ et /r/ long (ex. fann /fan̪ˠː/, « faible », normalement /faun̪ˠ/ avec diphtongaison)[57].

Le trait le plus inhabituel du gaélique d'Arran est la semi-voyelle /w/ après une consonne labiale et avant une voyelle initiale (ex. maith /mwɛh/, « bon », normalement /mah/ en gaélique standard.

## Pouvoirs locaux

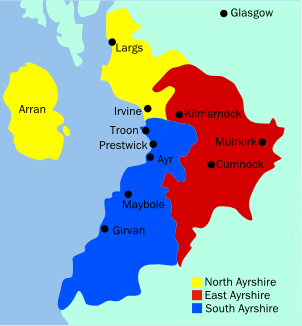
Localisation d'Arran au sein de l'Ayrshire

Du XVIIe siècle jusqu'à la fin du XXe siècle, Arran faisait partie du comté de Bute. Après la réorganisation des pouvoirs locaux en 1975, Arran a été rattachée au district de Cunninghame dans la région du Strathclyde.
Ce système à deux niveaux de pouvoir a perduré jusqu'en 1996 lorsque le Local Government etc. (Scotland) Act 1994 a été mise en application, supprimant les régions et districts et les remplaçant par trente-deux autorités unitaires. Arran fait actuellement partie du Council Area du North Ayrshire, tout comme d'autres îles qui faisaient auparavant partie du comté de Bute.
À la Chambre des Communes, depuis 2005, Arran fait partie de la circonscription électorale du North Ayrshire and Arran, représentée actuellement par Katy Clark du Parti travailliste. Arran faisait autrefois partie de la circonscription électorale de Cunninghame North de 1983 à 2005, et du Bute and Northern Ayrshire de 1918 à 1983.
Au parlement écossais, Arran fait partie de la circonscription électorale de Cunninghame North, actuellement représentée par Kenneth Gibson du Parti national écossais (SNP). Les travaillistes détenaient le siège jusqu'en 2007, lorsque le SNP l'a remporté avec une majorité de 48 votes seulement (30,7 % des suffrages exprimés contre 30,6 % pour le parti travailliste), le siège le plus marginal au parlement écossais à l'époque. Aux élections régionales écossaises de 2011, le SNP a réalisé une percée de près de 22 %, récoltant 52,6 % des voix dans cette circonscription.

## Transports

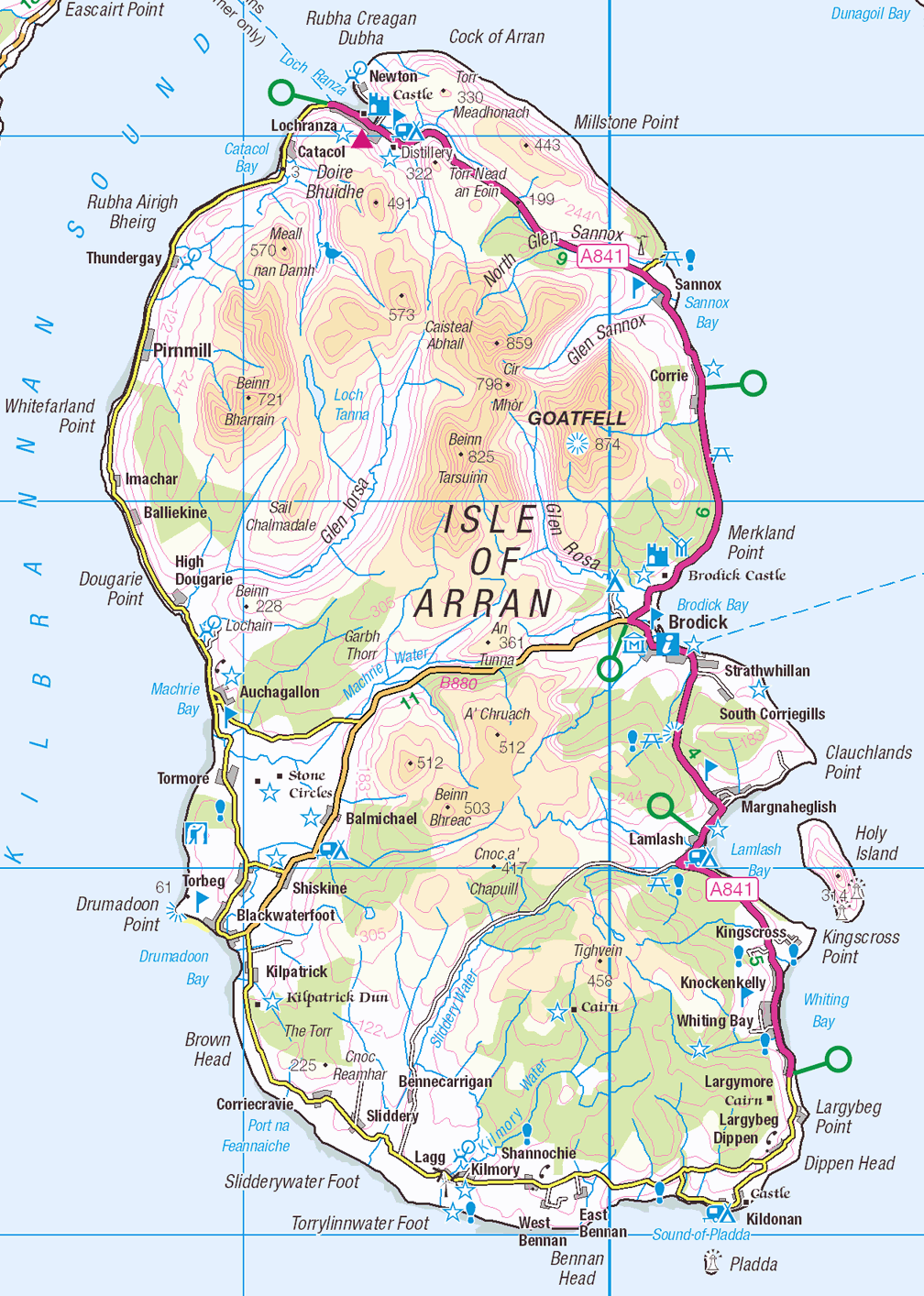
Carte indiquant les voies de communication de l'île.

Arran est reliée à l’Écosse « continentale » par deux ferries de la compagnie maritime Caledonian MacBrayne, un de Brodick à Ardrossan et le second de Lochranza à Claonaig. Des voyages estivaux sont aussi proposés à bord du bateau à vapeur PS Waverley et un service d'été proposé par un local relie Lamlash à Holy Isle toute proche.
Il y a trois axes routiers sur l'île. La route côtière faisant le tour de l'île est longue de 90 km. En 2007, 48 km de la route côtière, auparavant désignés comme l'A841, ont été déclassifiés en route de catégorie C. Partant du sud de Whiting Bay, la C147 va de la côte sud jusqu'au nord sur la côte ouest jusqu'à Lochranza. À ce point, la route prend le nom d'A841 jusqu'à la côte est vers Whiting Bay.
À un certain endroit, la route côtière s'éloigne du littoral pour parcourir les 200 m de côte à Boguillie entre Creag Ghlas Laggan et Caisteal Abhail, entre Sannox et Lochranza. Les deux autres routes traversent l'île d'Est en Ouest. La route intérieure principale de l'île mesure 19 km de long : c'est la B880 de Brodick à Blackwaterfoot appelée « la Corde » (The String) qui fait l'ascension du Gleann an t-Suidhe. À 10 km le long de la B880 depuis Brodick, une route de moindre importance part vers la droite jusqu'à Machrie. Cette route à une bande appelée The Ross mesure 15 km de Lamlash à Lagg et Sliderry via Glen Scorodale (en gaélique : Gleann Sgoradail). L'île peut être explorée en transport en commun : des bus sont mis en service par Stagecoach.

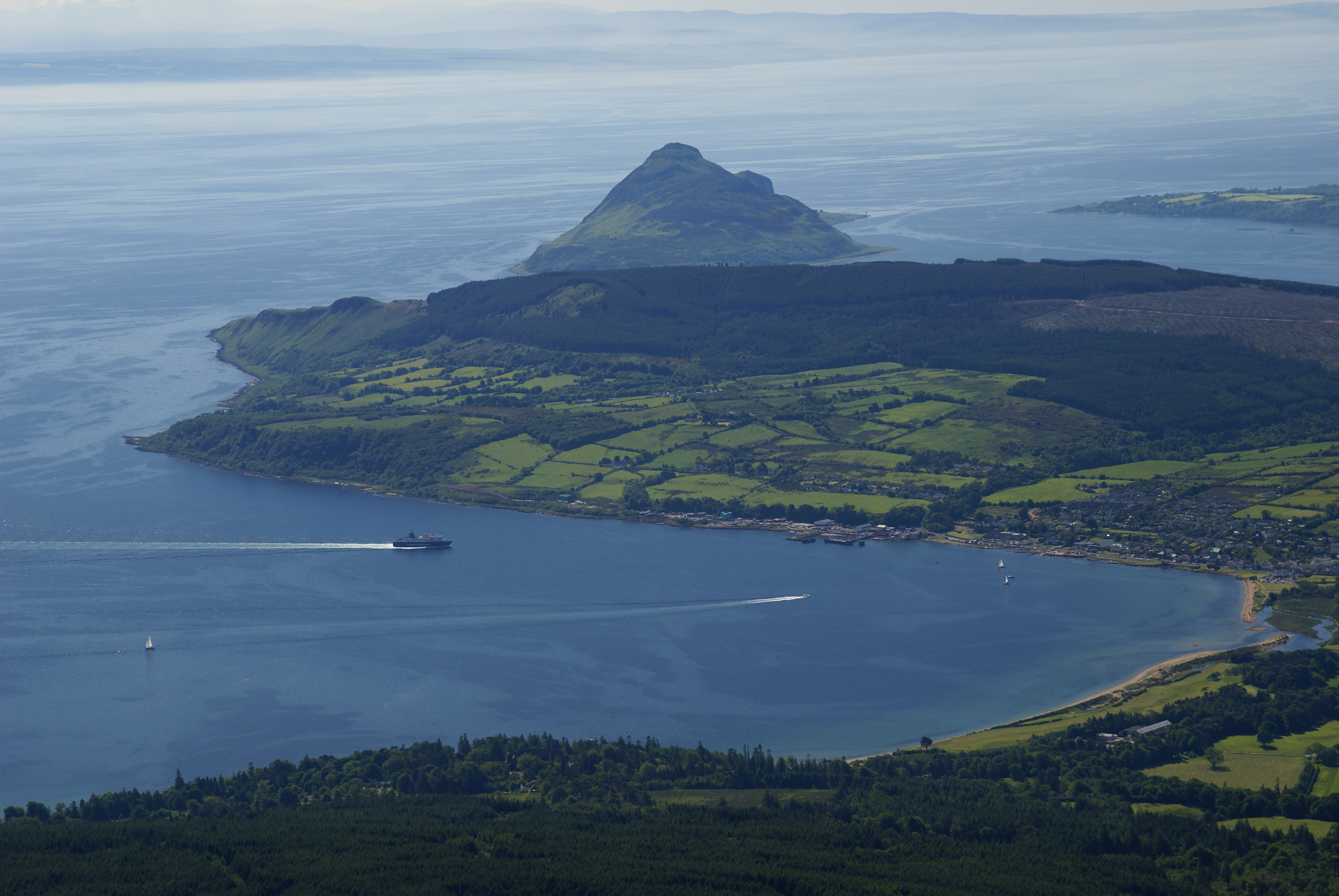
Le ferry  MV Caledonian Isles, au large de Brodick, vu depuis le sommet du Goat Fell.
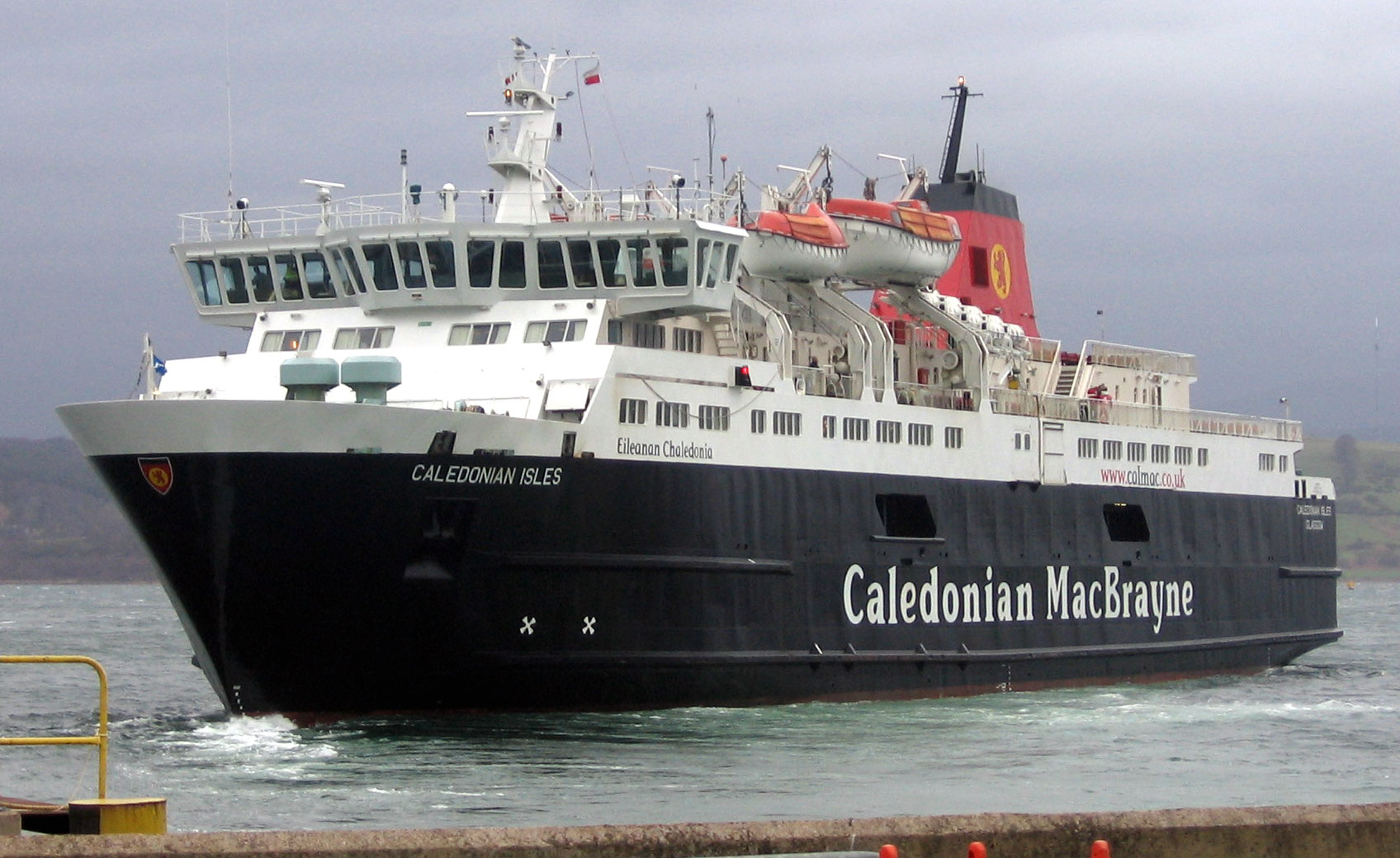
Le MV Caledonian Isles de Caledonian MacBrayne.

## Économie

La distillerie d'Arran à Lochranza.

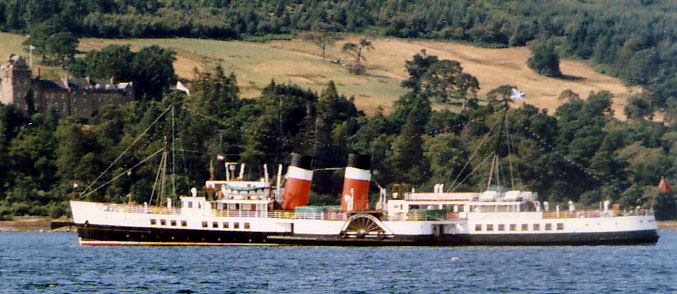
Le PS Waverley et, en arrière-plan, le château de Brodick.

La principale source de revenus de l'île est le tourisme, une des attractions principales étant l'imposant château de Brodick, propriété du National Trust for Scotland. La station d'Auchrannie, qui compte deux hôtels, trois restaurants et deux centres de loisirs, est un des plus grands pourvoyeurs d'emplois sur Arran. Les commerces locaux incluent la distillerie d'Arran, ouverte en 1995 à Lochranza, et Arran Aromatics, qui produit une gamme de cosmétiques.
L'élevage et la sylviculture sont d'autres secteurs importants. Les projets de 2008 d'élevage de saumon, représentant plus de 800 000 poissons à Lamlash Bay ont été critiqués par le Seabed Trust de la communauté d'Arran. Ils craignaient que cet élevage puisse mettre en péril la première zone marine protégée d’Écosse, qui a été annoncée en septembre 2008,. Lamlash Bay est depuis peu une zone marine protégée et une zone interdite à la pêche selon les termes du Marine (Scotland) Act, ce qui signifie qu'aucun poisson ou crustacé ne peut être attrapé dans cette zone,.
La brasserie d'Arran est une microbrasserie fondée en mars 2000 à Cladach, près de Brodick. La brasserie produit huit types de bières en bouteille et en fut. La bière à base de blé, Arran Blonde (5,0 % d'alcool) est la marque la plus populaire ; d'autres incluent Arran Brune, Arran Sunset et une ale de saison appelée Fireside, brassée uniquement en hiver. La brasserie est ouverte aux visiteurs, avec dégustation possible en magasin. Le commerce a été mis en liquidation en mai 2008 et a été revendu au Marketing Management Services International Ltd. en juin 2008. La brasserie a maintenant redémarré la production et ses bières sont disponibles à travers l’Écosse.

## Culture, médias et arts

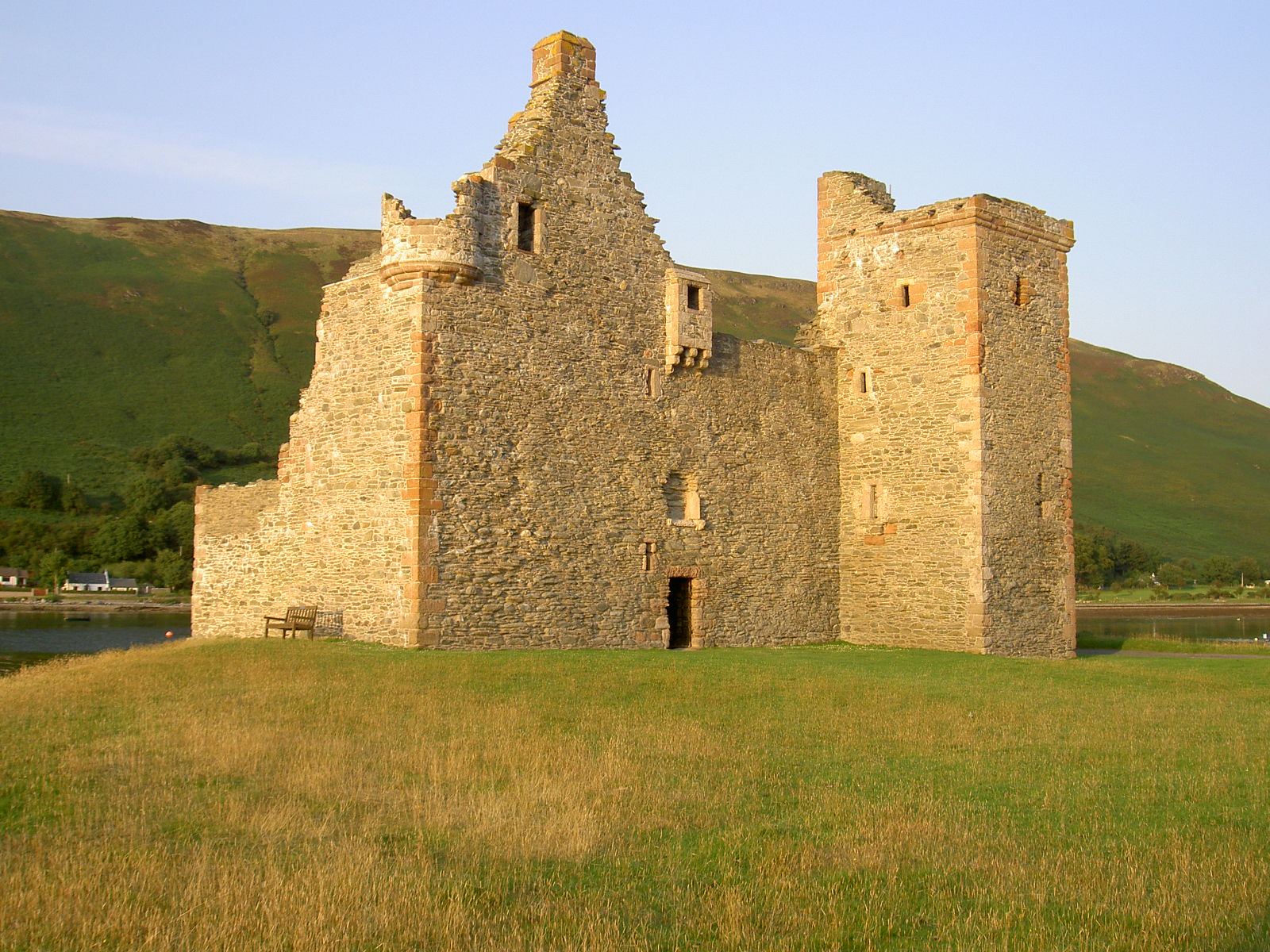
Le château de Lochranza

Le château de Brodick apparaît sur le billet de 20 £ de la Royal Bank of Scotland et le château de Lochranza a probablement été utilisé comme modèle pour le château dans l'album L'Île Noire d'Hergé.
Arran possède un journal, The Arran Banner. Il a été listé par le Livre Guinness des records en novembre 1984 sous le titre de « journal local qui réalise une circulation proche de la saturation dans sa zone de publication ». L'entrée mentionne : « The Arran Banner, fondé en 1974, a un lectorat de plus de 97 % dans la septième plus grande île de Grande-Bretagne ». Il y a également un hebdomadaire en ligne intitulé Voice for Arran, qui repose en grande partie sur des articles écrits par une communauté de membres.
En 2010, une version du jeu Monopoly pour l'île d'Arran a été mise sur le marché.

## Personnalités liées à l'île
Plusieurs personnalités écossaises ont un lien avec l'île. Parmi celles-ci, on trouve :
- Daniel MacMillan (1813–1857), né à Arran, fondateur de la maison d'édition Macmillan Publishers en 1843 avec son frère Alexander[87] ;
- Robert McLellan (1907–1985), dramaturge et poète, a vécu une partie de sa vie à Arran[88] ;
- L'ancien Premier ministre d'Écosse Jack McConnell (né en 1960) a passé son enfance sur l'île, près de Lamlash[89] ;
- John Mackinnon Robertson, écrivain, philosophe, érudit, autodidacte, journaliste, sociologue, homme politique et économiste, né le 14 novembre 1856 à Brodick.